# Axel-Cyrille Ngonga Ngomo
Axel-Cyrille Ngonga Ngomo (* 1983 in Bafoussam, Kamerun) ist ein deutscher Informatiker und Inhaber des Lehrstuhls für Data Science am Heinz Nixdorf Institut der Universität Paderborn.

## Werdegang
Axel-Cyrille Ngonga Ngomo studierte Informatik und Physik an der Universität Leipzig. 2004 schloss er sein Diplom an der Universität Leipzig ab. Von 2004 bis 2009 promovierte Ngonga Ngomo an der Universität Leipzig zum Thema Low-Bias Extraction of Domain-Specific Concepts.
Von 2008 bis 2013 war Axel-Cyrille Ngonga Ngomo an der Universität Leipzig am Institut für angewandte Informatik als Leiter der Gruppe Semantische Abstraktion (Agile Knowledge Engineering and Semantic Web) tätig.
2018 habilitierte er an der Universität Leipzig zum Thema Link Discovery: Algorithms and Applications.
Seit 2017 ist er Professor für Data Science der DICE Research Group an der Universität Paderborn und seit Juli 2024 Leiter der Fachgruppe Data Science am Heinz Nixdorf Institut der Universität Paderborn.
Seit 2022 ist er Direktor des Joint Artificial Intelligence Institute (JAII), bestehend aus 20 interdisziplinären Forschungsgruppen und gefördert durch das Land Nordrhein-Westfalen. Im selben Jahr übernahm er die Leitung des Teilinstituts Artificial Intelligence am Institut für Digitale Technologien Leipzig.

## Forschungsschwerpunkte
In seiner Forschung beschäftigt sich Ngonga Ngomo mit Wissensgraphen, maschinellem Lernen, Computerlinguistik und Webwissenschaften. Er untersucht insbesondere Verfahren für die Extraktion, Integration und Fusion von großskaligen Graphen. Zu seinen bekanntesten Arbeiten gehört das Framework LIMES, welches intelligente Verfahren für die Verknüpfung von Wissensgraphen implementiert. Er entwickelt ebenso effiziente Verfahren für das Lernen von ante-hoc erklärbaren Modellen auf Wissensgraphen. Seine Arbeiten wurden mit über 30 internationalen Preisen ausgezeichnet.

## Ehrungen und Auszeichnungen
2003
- DAAD Award as Best Foreign Student, University of Leipzig

2008
- Best Student Paper Award at CICLing[7]

2013
- Winner of Big Data Semantic Web Challenge, International Semantic Web Conference

2014
- Winner of AI Mashup Challenge, Extended Semantic Web Conference

2015
- World Economic Forum Award, One of the top-40 scientists under 40[8]
- Next Einstein Fellow[9]
- Winner of the Open Knowledge Extraction Challenge (Typing Task), Extended Semantic Web Conference

2017
- Best Demo Award, International Semantic Web Conference
- Best system of the Open Knowledge Extraction Challenge (Tasks 1 and 2), Extended Semantic Web Conference

2020
- Most Influencial Scholar in Knowledge Engineering, AMiner[10]

2021
- Top 2% researcher in Artificial intelligence, Stanford University World Ranking of Scientists[11][12][13]
- Platz 2, Most Influencial Scholar in Knowledge Engineering[14]
- Most Influencial Scholar in Artificial Intelligence (Honorable Mention), AMiner[10]
- Most Influencial Scholar in Information Retrieval and Recommendation (Honorable Mention), AMiner[10]

2022
- Most Influencial Scholar in Information Retrieval and Recommendation (Honorable Mention), AMiner[10]

2023
- Platz 4, Most Influencial Scholar in Knowledge Engineering[14]
- Lamarr Fellow, State of North-Rhine Westfalia

2024
- Platz 4, Most Influencial Scholar in Knowledge Engineering[14]
- Innovationspreis NRW[15]

## Publikationen (Auswahl)
- mit N’Dah Jean Kouagou, Stefan Heindorf, Caglar Demir: ROCES: Robust Class Expression Synthesis in Description Logics via Iterative Sampling. IJCAI 2024 (Digitalisat als PDF)
- mit Caglar Demir: Clifford Embeddings - A Generalized Approach for Embedding in Normed Algebras. in: ECML/PKDD (3) 2023: 567–582 (Clifford/public.pdf Digitalisat als PDF)
- Caglar Demir, Axel-Cyrille Ngonga Ngomo: Neuro-Symbolic Class Expression Learning. IJCAI 2023: 3624-3632. (ijcai.org, PDF)
- Alexander Bigerl, Lixi Conrads, Charlotte Behning, Muhammad Saleem, Axel-Cyrille Ngonga Ngomo: Hashing the Hypertrie: Space- and Time-Efficient Indexing for SPARQL in Tensors. ISWC: 57-73 (springer.com, PDF)
- Kevin Dreßler, Mohamed Ahmed Sherif, Axel-Cyrille Ngonga Ngomo: ADAGIO - Automated Data Augmentation of Knowledge Graphs Using Multi-expression Learning. Hypertext 2022: 43-51 (dice-research.org, PDF)